# Пинту да Кошта, Мануэл
Мануэ́л Пи́нту да Ко́шта (порт. Manuel Pinto da Costa; род. 5 августа 1937, Агуа-Гранде) — политический и государственный деятель Сан-Томе и Принсипи, основатель Движения за освобождение Сан-Томе и Принсипи (МЛСТП), его генеральный секретарь (1960—1990) и президент (1998—2005). Президент Демократической Республики Сан-Томе и Принсипи в 1975—1991 и 2011—2016 годах.

## Биография
Родился в 1937 году в районе Агуа-Гранде на острове Сан-Томе, территории, которая тогда входила в состав колоний Португалии. Его отец был чиновником, управляющим сельскохозяйственными плантациями. Образование начал получать на острове, после чего окончил семинарию в Анголе и колледж в Лиссабоне. В конце 1950-х окончил Лондонский университет. Он отправился во Францию, Кубу, а затем в ГДР. В 1961 году в Рабате он был избран секретарем по информации и пропаганде Всеобщего союза чернокожих африканских студентов (União Geral dos Estudantes da África Negra, UGEAN). В Берлине он получил степень доктора экономических наук в Университете Гумбольдта. Свободно владеет немецким языком.
После португальской революции 1974 года метрополия признала МЛСТП законным представителем народа Сан-Томе и Принсипи, заключила с МЛСТП соглашение о предоставлении Сан-Томе и Принсипи независимости 12 июля 1975 года и сформировала переходное правительство, половину членов которого составили представители МЛСТП. На выборах в Учредительное собрание партия получила все 16 мест.
12 июля 1975 года была провозглашена независимость Демократической Республики Сан-Томе и Принсипи, президентом которой стал Мануэл Пинту да Кошта, премьер-министром — Мигел Тровоада. МЛСТП стало правящей и единственной партией страны (и оставалась ею до 1990 года). Переизбирался президентом в 1980 и 1985 годах.
В 1989 году по инициативе правого крыла МЛСТП был осуществлен переход к многопартийной системе в стране, новая конституция была принята на всенародном референдуме в августе 1990 года.
На съезде МЛСТП в октябре 1990 года Карлуш да Граса сменил Мануэла Пинту да Кошту на посту генерального секретаря МЛСТП, партия стала называться Движение за освобождение Сан-Томе и Принсипи / Социал-демократическая партия (МЛСТП/СД) .
В первых демократических выборах президента страны в 1991 году (в рамках многопартийной системы, установленной в Сан-Томе и Принсипи с 1990 года) не участвовал (победил Мигелу Тровоада, баллотировавшийся безальтернативно). Безуспешно пытался вернуться на пост президента во время президентских выборов 1996 (получил 17,8 % голосов) и 2001 (получил 40 % голосов) годов, занимая вторые места вслед за М. Тровоадой.
На внеочередном съезде МЛСТП в мае 1998 года был избран президентом партии и оставался на этом посту до февраля 2005 года, когда президентом МЛСТП был избран Гиэрми Посер да Кошта.
С 2002 года — представитель в межправительственной организации Международный парламент за безопасность и мир (Палермо, Италия), возглавлял её департамент иностранных дел.
7 августа 2011 года победил во втором туре президентских выборов, получив 52,9 % голосов (вступил в должность 3 сентября). На выборах 2016 года вновь занял второе место в первом туре (24,8 % голосов) и снявшись перед вторым туром, проиграв кандидату центристско-либеральной партии Независимое демократическое действие Эваришту Карвалью.